# Евергер

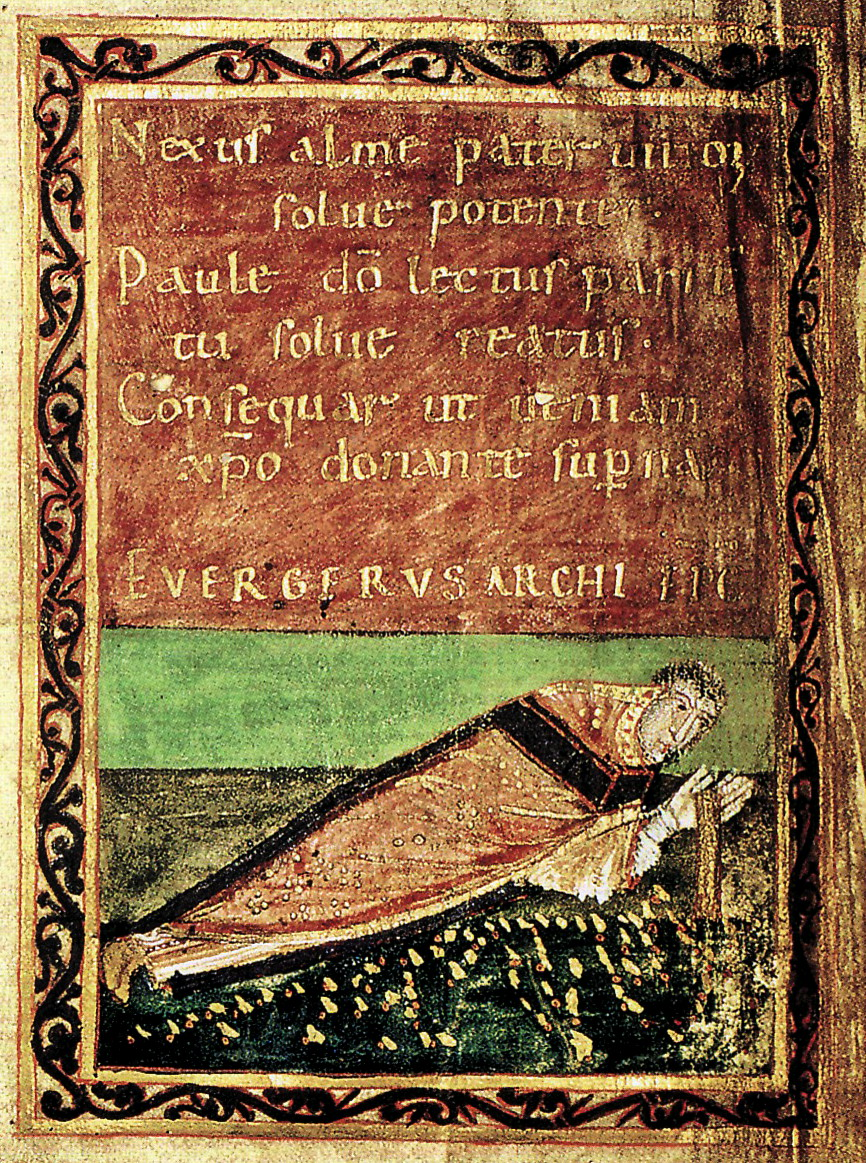
Зображення Евергера з «Лекціонарія Евергера»

Евергер (нім. Everger; д/н — 11 червня 999) — 14-й архієпископ Кельна в 985—999 роках, бібліофіл.

## Життєпис
Про походження та дату народження архієпископа Евергера нічого не відомо. Розпочав кар'єру в клірі Кельнського собору. Потім очолював капітул собору. 985 року після смерті Варіна стає архієпископом Кельна.
986 року перевів ченців з абатства Св. Віта в Гладбасі до абатства Св. Мартина в Кельні. За скаргою перших архієпископ нібито пограбував їхній монастир. 988 року передав панство Роденкірхен абатству Св. Мартина, а 989 року також маєток Фронгоф. Піклування про це абатство з боку Евергера свідчить про близькі родинні та господарські зв'язки.
991 року очолював поховання імператриці Феофанов у кельнській церкві Святого Пантелеймона. До кінця життя Евергера було завершено кодекс «Лекціонарія Евергера» з посланнями та ілюстраціями. Помер 999 року у Кельні.